# Праліс модрини європейської (пам'ятка природи)
Пралі́с модри́ни європе́йської — ботанічна пам'ятка природи місцевого значення в Україні. Розташована в межах Сторожинецького району Чернівецької області, на північ від села Нова Красношора. 
Площа 0,9 га. Статус присвоєно згідно з рішенням облвиконкому від 30.05.1979 року № 198. Перебуває у віданні ДП «Сторожинецький лісгосп» (Чудейське л-во, кв. 8, вид. 12). 
Статус присвоєно для збереження частини лісового масиву з цінними насадженнями модрини європейської віком 160 років.